# ヒマラヤケトゥス
ヒマラヤケトゥス（Himalayacetus）は、約5,350万年前?（少なくとも新生代始新世初期）に生息していた、水陸両生の原始的クジラ類。
アンブロケトゥス科に属す。同科にはほかに、アンブロケトゥス属（模式属）とガンダカシア属がある。しかし、本種をアンブロケトゥス科ではなく、より古いパキケトゥス科に分類する説もある。推定された生息時期に間違いが無ければ、既知で最古のクジラ類とされているパキケトゥスより50万年ほど古いことになり、こちらを最古とする認識に改められなければならない。

## 学名
ヒマラヤ山脈の麓で発見されたことから、「ヒマラヤ鯨」を意味する属名を与えられた。
種小名subathuensis は発見地の地名 Subathu (Sabhathu) および地層名（Subathu formation）に因んだもの。

## 特徴
化石は、古生物学者フィリップ・ギンガーリッチ（P.D.Gingerich）らによって、インドのヒマラヤ山麓はシムラ丘陵にある Subathu 累層から発見された。本種の生息当時は温暖で遠浅なテティス海とそれに面したローラシア大陸南岸地域であったところの岩層である。ワニのような生態を持ち、浅瀬で待ち伏せ型の狩りをする四つ足の肉食性哺乳類であったと考えられている。
歯（臼歯化石）のエナメル質中の酸素同位体の化学的分析により、彼らが淡水域と海水域の両方の環境に適応したことが証明されている。必要に応じて海と陸の間を行き来していたのであろう。例えば、水を飲むために、休むために、子を産むためにである。